# Кольонія-Ґосьценьчиці
Кольонія-Ґосьценьчиці (пол. Kolonia Gościeńczyce) — село в Польщі, у гміні Пражмув Пясечинського повіту Мазовецького воєводства.
Населення — 134 особи (2011).
У 1975-1998 роках село належало до Варшавського воєводства.

## Демографія
Демографічна структура станом на 31 березня 2011 року:
|          | Загалом | Допрацездатний вік | Працездатний вік | Постпрацездатний вік |
| -------- | ------- | ------------------ | ---------------- | -------------------- |
| Чоловіки | 63      | 9                  | 45               | 9                    |
| Жінки    | 71      | 17                 | 42               | 12                   |
| Разом    | 134     | 26                 | 87               | 21                   |